# Єрмолаєв Ілля Іванович
Ілля Іванович Єрмолаєв — солдат Збройних сил України, учасник російсько-української війни, що загинув у ході російського вторгнення в Україну в 2022 році.

## Життєпис
Ілля Єрмолаєв народився 29 червня 2001 року в селищі Чернелиця Городенківського району Івано-Франківської області. У 18-річному віці був призваний до лав Збройних сил України, у січні 2020 року ніс військову службу за контрактом. З початком повномасштабного військового вторгнення РФ в Україну перебував на передовій. Загинув 27 березня 2022 року в районі населеного пункту Благодатне Миколаївського району Миколаївської області. Із тілом загиблого урочисто попрощалися 31 березня. Поминальна панахида відбулася біля каплиці Покрови Пресвятої Богородиці «Всіх Воїнів» у місті Городенці на Івано-Франківщині. 1 квітня 2022 року Іллю Єрмолаєва врочисто провели в останню путь у рідному селі.

## Нагороди
- орден «За мужність» III ступеня (2022, посмертно) — за особисту мужність і самовіддані дії, виявлені у захисті державного суверенітету та територіальної цілісності України, вірність військовій присязі [5].